# BL∀CK■MASQUE
BL∀CK■MASQUE(ブラックマスク)　は2012年12月に結成された兵庫県出身のロックバンド。

## メンバー
- Narmy (ナーミー）(Vocal・作詞/作曲 2012- )
- KoiZmy (コイズミ)(Guitar・作曲/編曲 2012- )

## バンド名
バンド名の由来は「全て黒に染める仮面劇」

始まりを表す「A」を”全て”という意味の「∀」に変えている。

それゆえ、BLACKではなくBL∀CK。

MASKならただの『仮面』だが、MASQUEの意味は『仮面劇』『仮面歌劇』という意味合いがある。

BL∀CKとMASQUEの間にある【　■　】にも意味があり、■は【黒いマスク】を意味している。

ネーミングに当たって、売れているバンドは人の印象に残って憶えてもらいやすいことから「揮発音」が入っているということが多いということを踏まえ、
まずそこを念頭に入れて考えられた。

Vo.NarmyがBoφwyとBUCK-TICKに憧れて始まったBAND人生なのでBで始めたいという想いもそこにはあった。

結成当初はBLACK MASKやBLACK■MASQUEなどとイベントやライブハウスなどでよく綴りを間違われることが多く、またブラックマスクという響きがあまりにベタで格好悪いのでは？
とメンバー内で言われるようになり改名しようと思ったこともあったが、その時既に各イベントやライブハウス、地元TVや雑誌等、色々メディアに露出して名前を知られていたので今さら改名できないと現在に至っている。

## 概要・略歴
2012年12月頃、兵庫県明石市でNarmy（作詞/Vocal/ﾂｯｺﾐ担当）とKoiZmy（作曲/Guitar/ﾎﾞｹ担当）の二人で結成。

初LIVEは2013年2月明石市にかつてあったLiveBar Jacaranda。

当初は黒いマスクをつけて演奏し、色んな色の混じった音楽性、全ての色の絵の具を混ぜると黒になる
ことから、黒（BLACK）と全てという意味である∀を合わせBL∀CK、そして仮面劇という意味を込めMASQUE。真ん中にある■は黒いマスクを意味する。

ライヴハウスのフライヤーなどに於いてはこの■が抜けていることが多いのがメンバーの悩みの種である。

その姿からヴィジュアル系と括られることが多いが、本人達は特別意識をしたことはなく、そのように名乗ったことは一度もないらしい。

バンド自体の音楽性は当初はVo.Narmyの繊細なハイトーンボイスと歌词、KoiZmyの悲しいメロディを全面に押し出し、メランコリックロックとしてライヴ活動を行っていたが、オルタナティヴ・ロックとポップスを主軸に様々なジャンルを貪欲に消化して変化を続けており、演歌の曲まで存在する個性的なバンドである。

これまで地域密着型を掲げ地元を主体として各種イベントへの出演や、地元TV局への出演、楽曲の制作等も積極的に行い、地元企業や地元にゆかりのある著名な政治家の公認テーマソングも多く手掛けている。

代表的なものに明石ケーブルTVの人気番組「ええやん!!あかし」の番組エンディングテーマや挿入歌、CM曲などや、明石市長 泉房穂の公認テーマソング、明石原人の祭りである原人祭りの公認テーマソング、明石市に存在する東二見漁業協同組合公認の海苔のテーマソング、明石市の映画の挿入歌などがある。(※詳細後述)

## ディスコグラフィ

### シングル
| 1st | 2013年7月13日  | ええやん明石 明るい明日へ | 【ACTVエンディングテーマ/映画・子午線に吹く風挿入歌】           |
| 2nd | 2013年10月10日 | 朝比奈興産                | 【朝比奈興産株式会社 社歌】                                     |
| 3rd | 2014年3月28日  | 鴻池 GO！ YEAH！          | 【現参議院議員 鴻池よしただ公認テーマソング】                   |
| 4th | 2014年5月1日   | 原人パーリィ              | 【明石原人まつり公認テーマソング/桧亭原人バーガータイアップ曲】 |
| 5th | 2015年2月14日  | ULTODAMAN                 | 【戸田内科・リハビリテーション科 公認テーマソング】             |
| 6th | 2016年1月5日   | 薫黒                      | 【東二見漁業協同組合ブランド海苔「薫黒」テーマソング】          |

### アルバム
| 1st | 2013年6月17日  | PHANTOM ROMANTICA |
| 2nd | 2014年10月30日 | BL∀STICK          |
| 3rd | 2015年5月11日  | PARADE            |

### 主な楽曲提供/タイアップ曲
1　ええやん明石　明るい明日へ

　（ACTV「ええやん!!あかし エンディングテーマ/挿入歌」

　　映画 「子午線に吹く風 挿入歌」）

2　ブルーリフォーム

　（ブルーリフォーム CMソング）

3　朝比奈興産

　（朝比奈興産株式会社 社歌）

4　原人パーリィ

　（明石原人祭り公式テーマソング）

5　鴻池 GO！ YEAH！

　（現参議院議員 鴻池よしただ公認テーマソング）

6　イズミイズム

　（明石市長 泉房穂公認 テーマソング）

7　Today is a Brand-New Day

　（ACTV「ええやん!!あかし エンディングテーマ」）

8　ULTODAMAN

　（戸田内科・リハビリテーション科 テーマソング）

9　柿野工務店

　（柿野工務店 CMソング）

10　薫黒（くんこく）

　（東二見漁協ブランド海苔「薫黒」テーマソング）